# Crematogaster foxi
Crematogaster foxi är en myrart som beskrevs av Mann 1919. Crematogaster foxi ingår i släktet Crematogaster och familjen myror. Inga underarter finns listade i Catalogue of Life.